# Uggerslev
Uggerslev is een plaats in de Deense regio Zuid-Denemarken, gemeente Nordfyn. De plaats telt 373 inwoners (2020). Uggerslev ligt aan de voormalige spoorlijn Odense - Bogense. Het stationsgebouw is bewaard gebleven.

## Molen

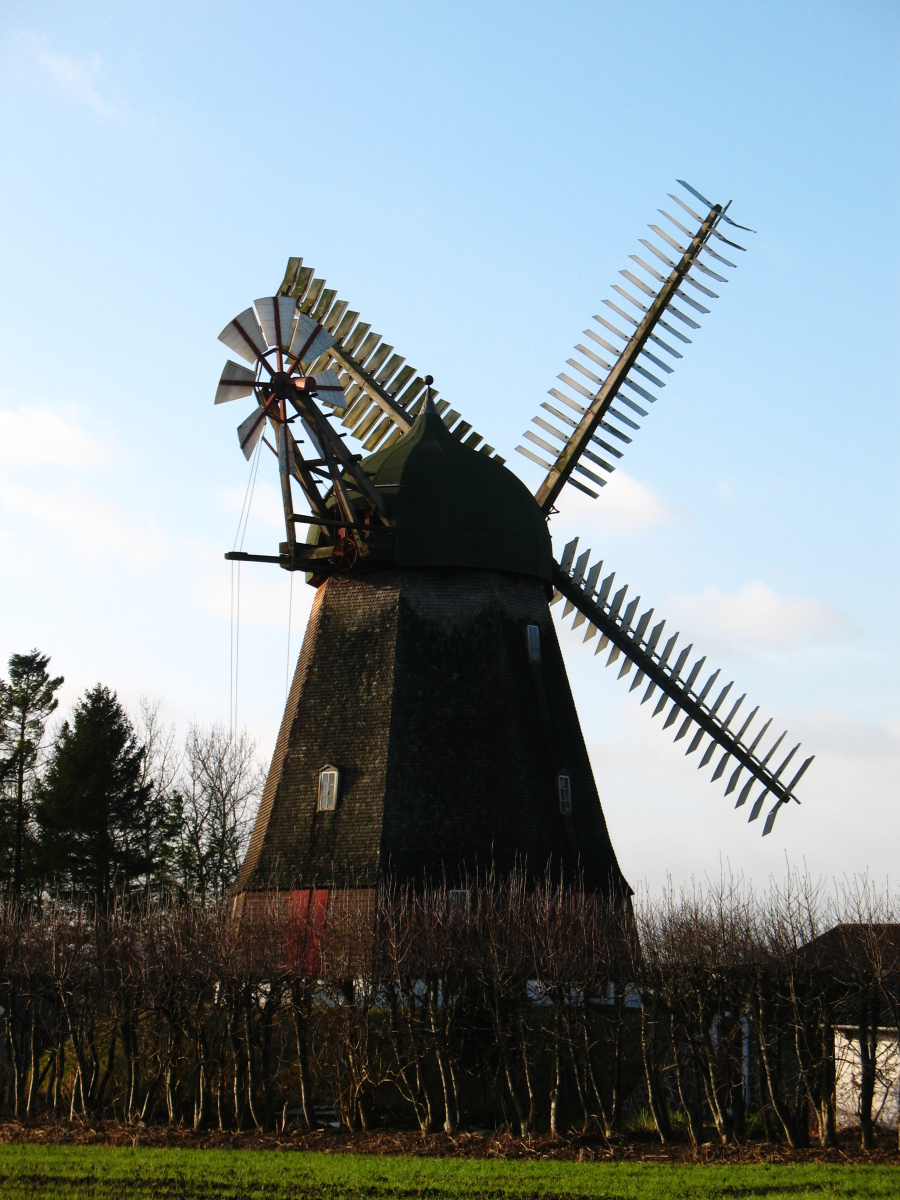
Uggerslev Mølle

Het dorp heeft een molen uit 1900. Een eerder exemplaar, uit 1880 ging door brand verloren.